# Amore/Sweet Baby Sue
Amore è il primo singolo del duo musicale italiano Chrisma, pubblicato nel 1976.

## Descrizione
Amore è singolo di debutto della nuova formazione Chrisma, composta dai coniugi Christina Moser e Maurizio Arcieri, cantante già affermato fin dagli anni sessanta durante la sua militanza nei New Dada. Amore viene scritta da Christina Moser e Vangelis (qui sotto lo pseudonimo Richard Broadbaker) e prodotto da fratello di quest'ultimo, Niko Papathanassiou. L'incontro tra i Chrisma e Vangelis, che sarà fruttuoso per la carriera di lì a venire del duo italiano, avviene grazie alla produzione del disco affidata al fratello di quest'ultimo, presso i cui Nemo Studios di Londra viene registrato il disco.
Il brano di genere disco music si rifà al filone del "sexy sound" lanciato da Donna Summer e di moda in quegli anni, è sostenuto da una base melodica al sintetizzatore e da una sezione ritmica per opera degli Osibisa. Amore viene presentata da Vittorio Salvetti alla serata finale del Festivalbar 1976, lanciando la carriera dei Chrisma. Il retro del 45 giri, Sweet Baby Sue, è invece un brano di genere country e western, scritto da Christina Moser con la supervisione ai testi della musicista scozzese Julie Scott, all'epoca moglie di Livio Macchia dei Camaleonti e che qui avvia una collaborazione con i Chrisma che continuerà fino al 1978.
Il singolo è stato pubblicato in una sola edizione dalla casa discografica Polydor Records in formato 7" a 45 giri, con numero di catalogo 2060 119, con sul retro il brano Sweet Baby Sue, composto da Julie Scott e Maurizio Arcieri.
Questo singolo non è stato incluso né in nessun album né in nessuna raccolta del duo musicale, così accadrà anche con il successivo U: i primi due singoli infatti, antecedenti alla svolta punk/new wave che prenderanno i Chrisma a partire dal 1977, rimarranno un caso isolato, testimonianza del loro primo approccio alla scena musicale attraverso la disco music e il "sexy sound".

## Tracce
1. Amore – 4:40 (Christina Moser, Richard Broadbaker)
2. Sweet Baby Sue – 2:42 (Julie Scott, Maurizio Arcieri)

Durata totale: 7:22

## Formazione
- Christina Moser - voce
- Maurizio Arcieri - voce
- Osibisa - percussioni, basi ritmiche